# Peloriana lobiceps
Peloriana lobiceps är en insektsart som först beskrevs av MacLeay 1884.  Peloriana lobiceps ingår i släktet Peloriana och familjen Phasmatidae. Inga underarter finns listade i Catalogue of Life.